# Чепайтис, Виргилиюс
Вирги́лиюс Чепа́йтис (Виргилиюс Чяпайтис, Виргилиюс Юозас Чяпайтис; лит. Virgilijus Čepaitis, 8 ноября 1937, Шакяй) — литовский переводчик, общественный и политический деятель.

## Биография
Родился в Шакяй. Окончил Каунасское педагогическое училище (1954). В 1955—1956 годах работал переводчиком в редакции газеты «Комъяунимо теса» („Komjaunimo tiesa“; «Комсомольская правда»). По направлению Союза писателей Литовской ССР учился на отделении перевода в Литературном институте им. А. М. Горького в Москве; окончил в 1961 году. Был женат на Наталье Трауберг (их дети — Томас Чепайтис и Мария Чепайтите — переводчики), вторым браком на этнологе Ауксуоле Чепайтене.
С 1958 года сотрудничал с различными издательствами Литвы и России, переводя книги с английского и русского языков на литовский язык и с польского языка на русский. С 1968 года член Союза писателей Литвы, с 2003 года — Союза переводчиков Литвы. В 1988—1989 годах работал главным редактором творческого объединения „Ars“ Литовской киностудии.
Летом 1988 года вошёл в Инициативную группу Саюдиса. Был избран в Совет Саюдиса; ответственный секретарь Совета Саюдиса в 1989—1990 годах. В 1989—1990 годах член Балтийского совета. Председатель Фонда С. Шалкаускиса (1989—1992), Общества Литва—Польша (1989—1994), Партии Независимости (1990—1992). В 1990—1992 годах был депутатом Верховного совета Литовской ССР (Восстановительный сейм), провозгласившего восстановление независимости Литвы.
После того, как было предано огласке досье на агента КГБ СССР «Юозаса», был вынужден оставить парламент и устраниться от активного участия в общественной и политической жизни.
С 1993 года главный редактор издательства „Litterae universitatis“, с 1996 года директор издательства „Tvermė“.
В 2000 году президент Литвы Валдас Адамкус вручил В. Чепайтису Медаль Независимости Литвы.

## Переводческая деятельность
Переводчиком художественной литературы дебютировал переводом «Винни-Пуха» в 1958 году, переведя книгу А. А. Милна с польского языка по переводу Ирены Тувим (позднее Чяпайтис заново выполнил перевод по английскому тексту). С английского и русского языка перевёл ряд произведения для детей.
Был очень продуктивным переводчиком литовской прозы на русский язык. В его переводах изданы произведения Йонаса Авижюса, Юозаса Апутиса, Юозаса Балтушиса, Витаутаса Бубниса, Антанаса Венцловы, Ромуалдаса Гранаускаса, Йонаса Микелинскаса, Ромуалдаса Ланкаускаса, Винцаса Миколайтиса-Путинаса, Казиса Саи, Евы Симонайтите и других литовских писателей XX века.
С польского языка на русский переводил отдельные произведения Тимотеуша Карповича («Зелёные перчатки: Средневековая баллада в шести картинах»; 1974), Станислава Лема («Насморк», совместно с С. Лариным; 1982), Славомира Мрожека («Мониза Клавье»; 1988).
Соавтор сценария кинофильма „Virto ąžuolai“ (1976). Автор книги мемуаров о своём участии в событиях 1988—1990 годов «С Саюдисом за Литву» („Su Sąjūdžiu už Lietuvą. Nuo 1988 06 03 iki 1990 03 11“, Vilnius: Tvermė, 2007). С середины 1990-х годов редактор и соавтор серии исторических приключенческих книг издательства „Skomantas“.

## Издания

### Переводы с английского языка
- Alenas Aleksanderis Milnas. Mikė Pūkuotukas. Vilnius: Valstybinės grožinės literatūros leidykla, 1958.
- William Saroyan. 60 mylių per valandą: Vilnius: Valstybinė grožinės literatūros leidykla, 1959.
- Alenas Aleksanderis Milnas. Trobelė Pūkuotynėje. Vilnius: Valstybinė grožinės literatūros leidykla, 1962.
- James Thurber. Baltoji stirna. Vilnius: Vaga, 1971.
- Alenas Aleksanderis Milnas. Pūkuotuko pasaulis: Vilnius: Garnelis, 1998. ISBN 9986-9205-5-8. 307 p.
- Pūkuotuko išmintis: protingos labai mažo protelio meškiuko mintys: sudaryta iš A. A. Milneo knygos Pūkuotuko pasaulis. Vilnius: Garnelis, 2005.
- Lewis Caroll. Silvija ir Brunas. Vilnius: Tyto alba, 2007. ISBN 978-9986-16-593-4. 320 p.

### Переводы с русского языка
- A. Raskinas. Kai tėtė buvo mažas. Vilnius: Valstybinė grožinės literatūros leidykla, 1963.
- S. Prokofjeva. Berniukas be šešėlio. Vilnius: Vaga, 1967.

### Переводы на русский язык
- А. Венцлова. День рождения: роман. Москва: Советский писатель, 1960.
- Р. Ланкаускас. Осенние краски земли. Москва: Советский писатель, 1963.
- Ю. Авижюс. Стеклянная гора: роман. Vilnius: Valstybinė grožinės literatūros leidykla, 1964.
- Е. Симонайтите. Судьба Шимонисов: роман. Vilnius: Vaga, 1966.
- Ю. Авижюс. Деревня на перепутье: роман. Москва: Советский писатель, 1966.
- К. Сая. Гномы из контрабаса: сказка. Москва: Детгиз, 1971.
- Ю. Авижюс. Потерянный кров: роман. Москва: Советский писатель, 1972.
- В. Бубнис. Жаждущая земля. Три дня в августе: романы. Москва: Известия, 1976.
- Ю. Балтушис. Пуд соли. — Москва: Советский писатель, 1976.
- Й. Микелинскас. Не поле перейти…: роман. Москва: Советский писатель, 1979.
- Р. Гранаускас. Едоки хлеба: повесть и рассказы. Москва: Советский писатель, 1980.
- Ю. Апутис. Цветет пчелиный хлеб: рассказы. Москва: Советский писатель, 1980.
- Ю. Балтушис. Сказание о Юзасе. Москва: Советский писатель, 1981.
- Р. Ланкаускас. Жестокие игры: повести и романы. Vilnius: Vaga, 1981.
- Ю. Авижюс. Хамелеоновы цвета. Москва: Советский писатель, 1982.
- Д. Урнявичюте. Пьесы. Москва: Советский писатель, 1983.
- Р. Ланкаускас. Темные окна забвения: новеллы. Vilnius: Vaga, 1986.
- Й. Микелинскас. Звездная пыль: повести и рассказы. Москва: Советский писатель, 1988.
- Р. Гранаускас. Жизнь под кленом: повести и рассказы. Москва: Советский писатель, 1989.

### Переводы с польского языка на литовский
- J. Perkovskis. Žemaičių liaudies meno ornamentas: forma ir simbolika. Vilnius: Vilniaus dailės akademijos leidykla, 1999.

### Переводы с польского языка на русский
- Насморк / Пер. С. Ларина, В. Чепайтиса // Лем С. Расследование; Рукопись, найденная в ванне; Насморк. Москва: «Изд-во АСТ», 2002. С. 399—558.